# Войтышко, Мацей
Мацей Войтышко (пол. Maciej Wojtyszko; род. 16 апреля 1946, Варшава) — польский режиссёр, сценарист, актёр, продюсер, автор сказок и комиксов для детей. В сезоне 1990—1991 художественный руководитель Всеобщего театра в Варшаве, с 2018 года - «Нового театра им. Казимежа Деймека в Лодзи».
В 1970 году окончил режиссерский факультет государственной Высшей школы кино, телевидения и Театра имени Леона Шиллера в Лодзи (диплом 1973 года). 
Дебютировал в кино как второй режиссёр фильма «Перстень княгини Анны» (1970). 
С 1972 года сотрудничает с театрами.

## Избранная фильмография
- Святой бизнес (2010)
- Сад Луизы (2007)
- Молодожены (сериал, 1998—2003)
- Мастер и Маргарита (мини-сериал, 1988)